# Биогеоценоз
Биогеоцено́з (от греч. βίος — жизнь + γῆ — земля + κοινός — сообщество) — однородный участок поверхности Земли (вместе образуют биоценотический покров Земли) с определённым составом живых организмов (биоценоз, живое вещество) и неживой окружающей среды, связанными потоками вещества, энергии и работающими как единый природный комплекс.
Представляет собой устойчивую экологическую систему, в которой органические компоненты (животные, растения) неразрывно связаны с неорганическими (вода, почва). 

## Термин
В 1940-х годах учение о биогеоценозе было разработано в СССР В. Н. Сукачёвым.
В русскоязычной научной литературе термин «биогеоценоз» долгое время заменял понятие «экосистема», предложенное А. Тенсли (1935).

## Описание
Биогеоценоз — схожее понятие с экосистемой (не слишком большого объёма).
Для характеристики биогеоценоза и экосистемы используются два близких понятия: биотоп (совокупность абиотических факторов в пределах территории, которую занимает биогеоценоз и организмы из других биогеоценозов) и экотоп (факторы неживой природы: климат, почва).

### Свойства
- естественная, исторически сложившаяся система
- система, способная к саморегуляции и поддержанию своего состава на определённом постоянном уровне
- характерен круговорот веществ
- открытая система для поступления и выхода энергии, основной источник которой — Солнце

### Основные показатели
- Видовой состав — количество видов, обитающих в биогеоценозе.
- Видовое разнообразие  — количество видов, обитающих в биогеоценозе на единицу площади или объёма.

В большинстве случаев видовой состав и видовое разнообразие количественно не совпадают и видовое разнообразие напрямую зависит от исследуемого участка.
- Биомасса — количество организмов биогеоценоза, выраженное в единицах массы. Чаще всего биомассу подразделяют на:
  - биомассу продуцентов
  - биомассу консументов
  - биомассу редуцентов
- Продуктивность
- Устойчивость
- Способность к саморегуляции

### Пространственные характеристики
Переход одного биогеоценоза в другой в пространстве или во времени сопровождается сменой состояний и свойств всех его компонентов и, следовательно, сменой характера биогеоценотического метаболизма. Границы биогеоценоза могут быть прослежены на многих из его компонентов, но чаще они совпадают с границами растительных сообществ (фитоценозов). Толща биогеоценоза не бывает однородной ни по составу и состоянию его компонентов, ни по условиям и результатам их биогеоценотической деятельности. Она дифференцируется на надземную, подземную, подводную части, которые в свою очередь делятся на элементарные вертикальные структуры — био-геогоризонты, очень специфичные по составу, структуре и состоянию живых и косных компонентов. Для обозначения горизонтальной неоднородности, или мозаичности биогеоценоза введено понятие биогеоценотических парцелл. Как и биогеоценоз в целом, это понятие комплексное, так как в состав парцеллы на правах участников обмена веществ и энергии входят растительность, животные, микроорганизмы, почва, атмосфера.

### Механизмы устойчивости
Одним из свойств биогеоценозов является способность к саморегуляции, то есть к поддержанию своего состава на определённом стабильном уровне. Это достигается благодаря устойчивому круговороту веществ и энергии. Устойчивость же самого круговорота обеспечивается несколькими механизмами:
- достаточность жизненного пространства, то есть такой объём или площадь, которые обеспечивают один организм всеми необходимыми ему ресурсами;
- богатство видового состава. Чем он богаче, тем устойчивее цепи питания и, следовательно, круговорот веществ;
- многообразие взаимодействия видов, которые также поддерживают прочность трофических отношений;
- средообразующие свойства видов, то есть участие видов в синтезе или окислении веществ;
- направление антропогенного воздействия.

Таким образом, механизмы обеспечивают существование неменяющихся биогеоценозов, которые называются стабильными. Стабильный биогеоценоз, существующий длительное время, называется климаксическим. Стабильных биогеоценозов в природе мало, чаще встречаются устойчивые — меняющиеся биогеоценозы, но способные, благодаря саморегуляции, приходить в первоначальное, исходное положение.

## Взаимоотношения организмов в биогеоценозах
Совместная жизнь организмов в биогеоценозах протекает в виде 6 основных типов взаимоотношений:
1. взаимополезные
  - симбиоз
  - мутуализм
2. полезнонейтральные (комменсализм)
  - нахлебничество
  - квартирантство
  - сотрапезничество
3. полезновредные
  - хищничество
  - паразитизм
  - полупаразитизм
4. взаимовредные
  - антагонизм
  - конкуренция
5. Нейтральновредные
  - аменсализм
6. Нейтральные
  - нейтрализм